# Бойнешть
Бойнешть, Бойнешті (рум. Boinești) — село у повіті Сату-Маре в Румунії. Входить до складу комуни Біксад.
Село розташоване на відстані 440 км на північний захід від Бухареста, 37 км на схід від Сату-Маре, 127 км на північ від Клуж-Напоки.

## Населення
За даними перепису населення 2002 року у селі проживали 1706 осіб.
Національний склад населення села:
| Національність | Кількість осіб | Відсоток |
| -------------- | -------------- | -------- |
| румуни         | 1615           | 94,7%    |
| цигани         | 50             | 2,9%     |
| словаки        | 39             | 2,3%     |

Рідною мовою назвали:
| Мова      | Кількість осіб | Відсоток |
| --------- | -------------- | -------- |
| румунська | 1662           | 97,4%    |
| циганська | 41             | 2,4%     |